# Ходковце
Ходковце (слч. Hodkovce) насељено је мјесто са административним статусом сеоске општине (слч. obec) у округу Кошице-околина, у Кошичком крају, Словачка Република.

## Становништво
| Година:    | 1994. | 2004.   | 2014.    | 2024. |
| ---------- | ----- | ------- | -------- | ----- |
| Број људи: | 259   | 248     | 300      | 411   |
| Разлика:   |       | -4,24 % | +20,96 % | +37 % |

| Година:    | 2023. | 2024.   |
| ---------- | ----- | ------- |
| Број људи: | 384   | 411     |
| Разлика:   |       | +7,03 % |

Према подацима о броју становника из 2011. године насеље је имало 291 становника.